# Scorpiops hofereki
Espèce
Scorpiops hofereki est une espèce de scorpions de la famille des Scorpiopidae.

## Distribution
Cette espèce est endémique du Pakistan. Elle se rencontre au Gilgit-Baltistan dans le district de Diamir et au Khyber Pakhtunkhwa dans le district de Mansehra.

## Description
La femelle holotype mesure 48,69 mm.

## Étymologie
Cette espèce est nommée en l'honneur de David Hoferek.

## Publication originale
- Kovařík, 2020 : Nine new species of Scorpiops Peters, 1861 (Scorpiones: Scorpiopidae) from China, India, Nepal, and Pakistan. Euscorpius, no 302, p. 1-43 (texte intégral).